# Langevin (cratère)
Pour les articles homonymes, voir Langevin.
Langevin est un cratère lunaire situé sur la face cachée de la Lune. Les bords du cratère ont été déformés par des impacts ultérieurs. Le cratère Langevin est situé au sud-sud-ouest du cratère D'Alembert.
En 1970, l'Union astronomique internationale lui a attribué le nom de Langevin en l'honneur du physicien français Paul Langevin.

## Cratères satellites
Par convention, les cratères satellites sont identifiés sur les cartes lunaires en plaçant la lettre sur le côté du point central du cratère qui est le plus proche de Langevin.
| Langevin | Latitude | Longitude | Diamètre |
| -------- | -------- | --------- | -------- |
| C        | 46.4° N  | 165.5° E  | 19 km    |